# Aythya valisineria
El porrón coacoxtle (Aythya valisineria), también denominado porrón de lomo cruzado, pato lomiblanco y porrón picudo, es una especie de ave anseriforme de la familia Anatidae propia de Norteamérica. Es la especie de pato buceador más abundante de América del Norte.

## Descripción

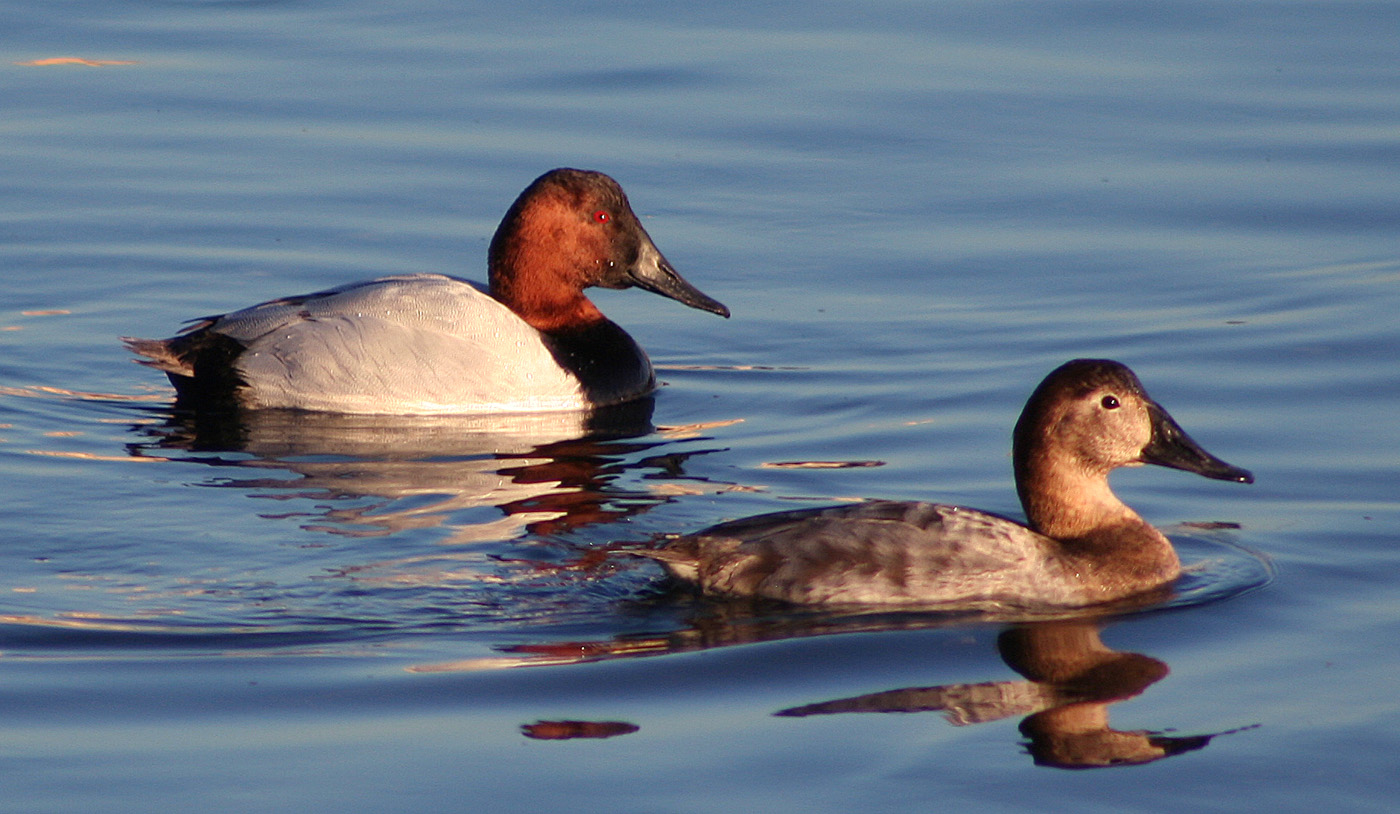
Macho (izq.) y hembra (dcha.).

El porrón coacoxtle mide entre 48 y 56 cm y pesa entre los 862–1600 g, con una envergadura alar de 79–89 cm. Es la especie de mayor tamaño del género Aythya, siendo de un tamaño similar a un ánade real pero con una constitución más robusta y compacta. En un estudio realizado con ciento noventa y un machos que invernaban en al oeste de Nueva York la media de peso fue 1252 g, y de 1154 g para cincuenta y cuatro hembras. Se caracteriza por su largo cuello y perfil alargado, con la cabeza en forma de cuña, de frente inclinada y largo pico ligeramente curvado. El macho tiene la cabeza y el cuello de color castaño rojizo, el pecho y la parte superior del manto negros, como la zona caudal. Su alas son de color gris claro y el resto de su plumaje es blanco con un fino vermiculado que le da cierto tono grisáceo en la espalda y los flancos. Su pico es negruzco y sus patas son de color gris azulado. El iris de sus ojos es rojo en primavera y si torna de tonos más apagados en invierno. La hembra también tiene el pico negruzco y las patas grises azuladas, pero su cabeza y cuello son de color marrón claro que se va haciendo gradualmente más oscuro en pecho y manto. El resto del plumaje de su cuerpo es pardo grisáceo. El iris de la hembra es negruzco. Las patas de ambos sexos son fuertes y situadas en posición trasera apropiadas para la natación bajo el agua.

## Taxonomía y etimología

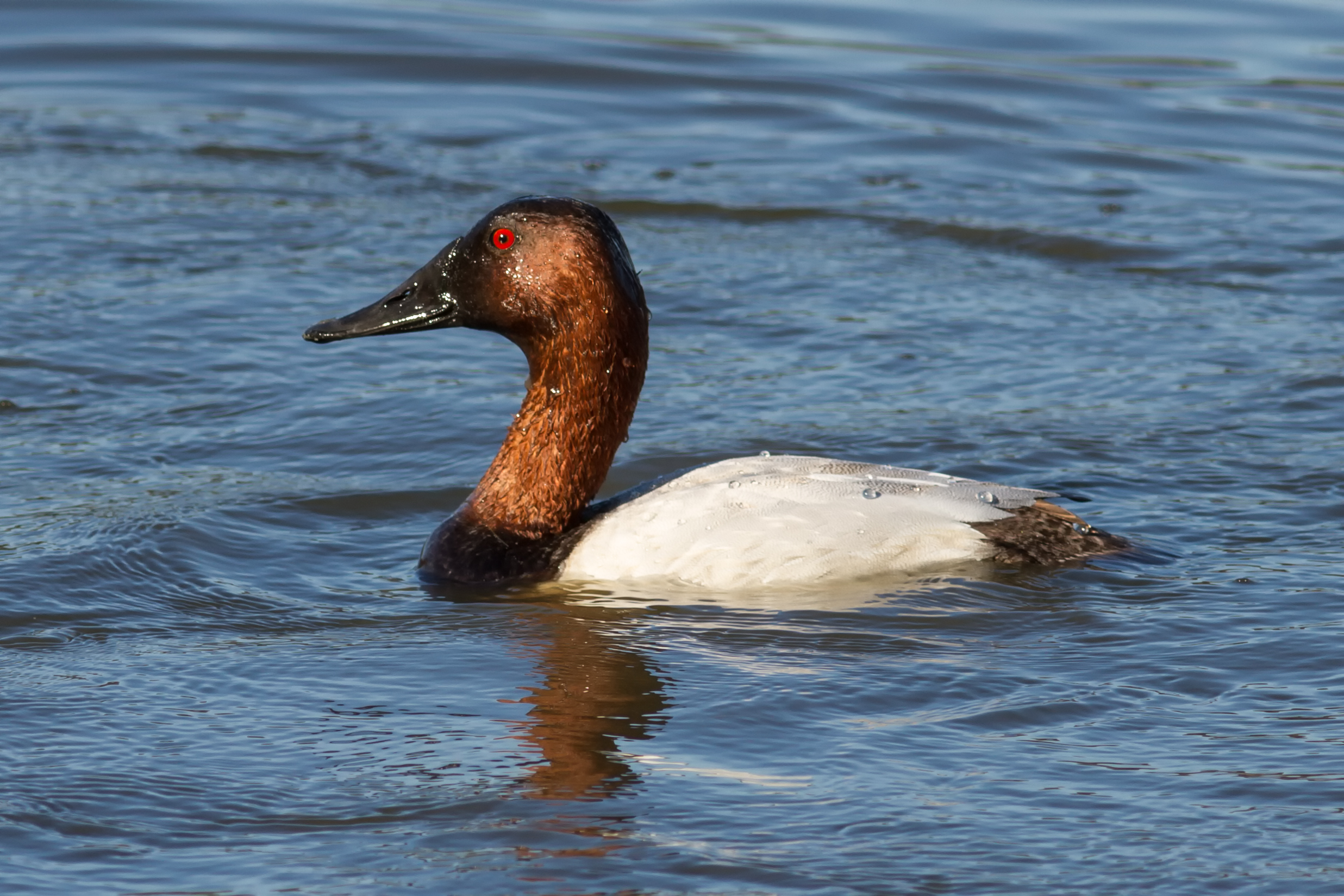
Estos patos buceadores son principalmente fitófago, aunque complementan su dieta con pequeños animales acuáticos.

El porrón coacoxtle fue descrito científicamente por el naturalista estadounidense Alexander Wilson en 1814. Posteriormente fue trasladado al género Aythya, creado en 1822 por Friedrich Boie. La etimología del nombre de su género, Aythya, procede del término griego αἴθυια (aithuia), un ave marina sin identificar citada por Aristóteles. Su nombre específico, valisineria, procede de la planta Vallisneria americana, cuyos brotes y rizomas son uno de sus alimentos preferidos durante el invierno.
Es una especie monotípica, es decir, no se reconocen subespecies diferenciadas.

## Distribución y hábitat
El porrón coacoxtle es un ave migratoria que cría en el oeste de Canadá, Alaska y la región noroeste de los Estados Unidos, y que migra hacia el sur para pasar el invierno en la mitad sur de Estados Unidos y México, además de las zonas costeras algo más septentrionales.
Es un pato buceador de aguas abiertas de lagos, ríos, estuarios y costas.

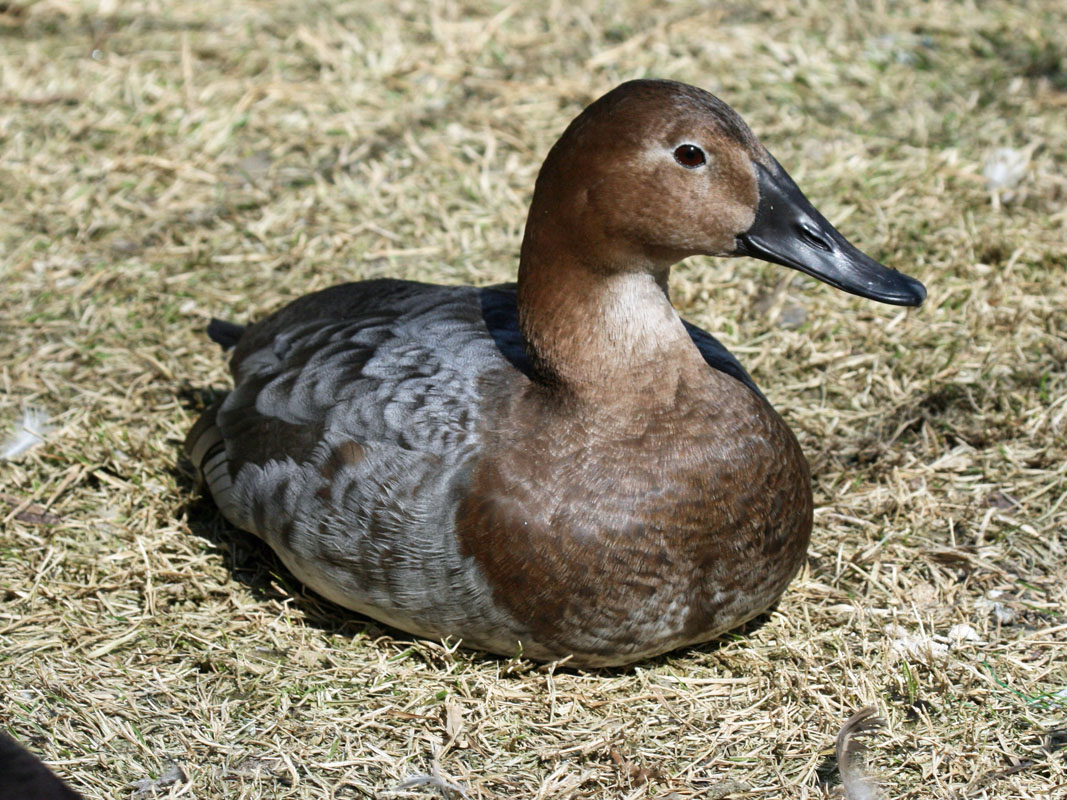
Las hembras se encargan en solitario de la incubación y cuidado de las crías.

## Comportamiento

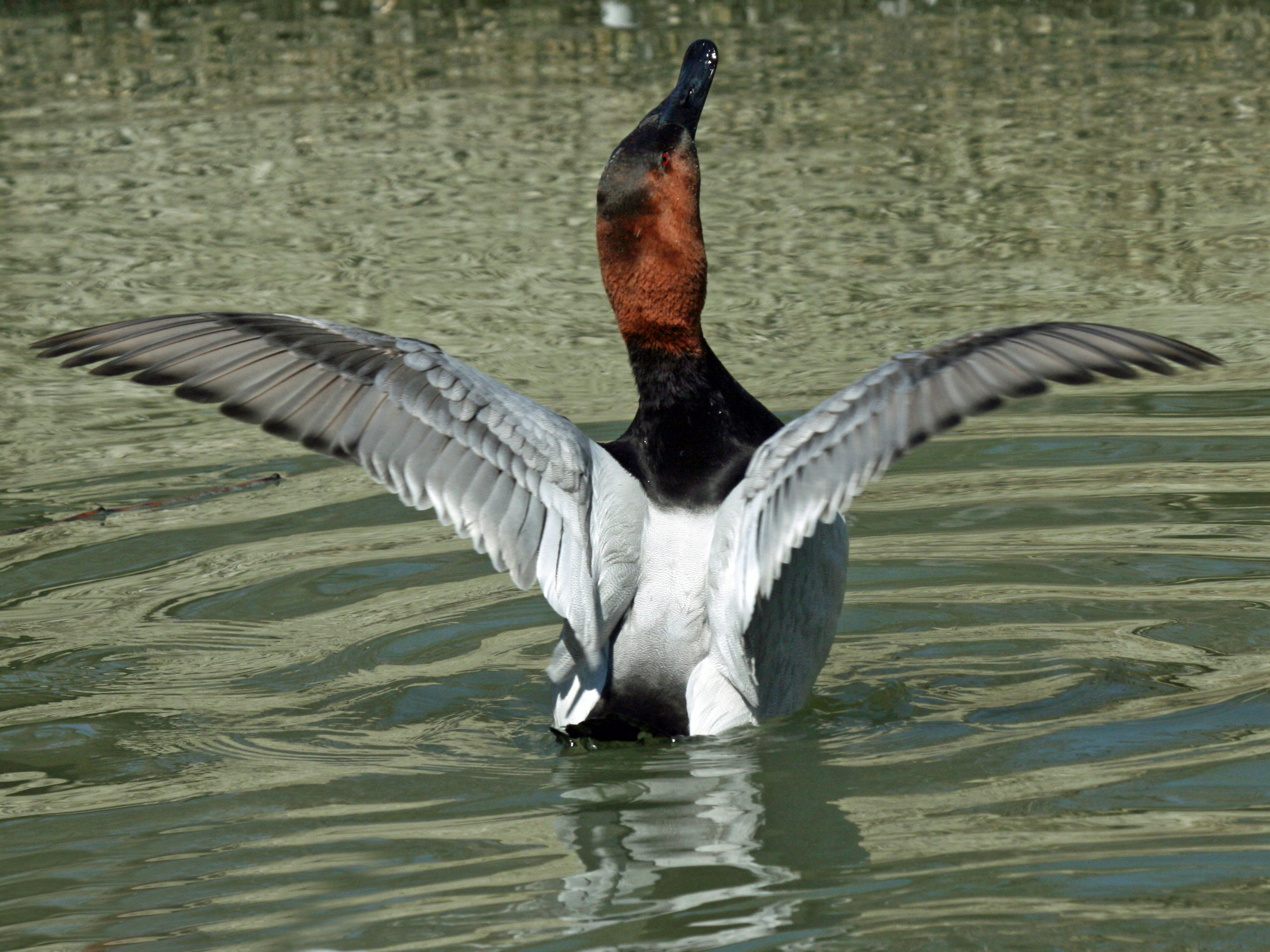
Macho desplegando las alas.

Esta especie es común y sociable, y forma grandes bandadas en invierno. Las bandadas tienen un vuelo potente, formando frecuentemente líneas sesgadas. Anida en el interior, sobre pequeñas masas de agua, tales como las lagunas de las praderas y marjales, y emigra después de criar hacia los estuarios y el mar.

### Alimentación

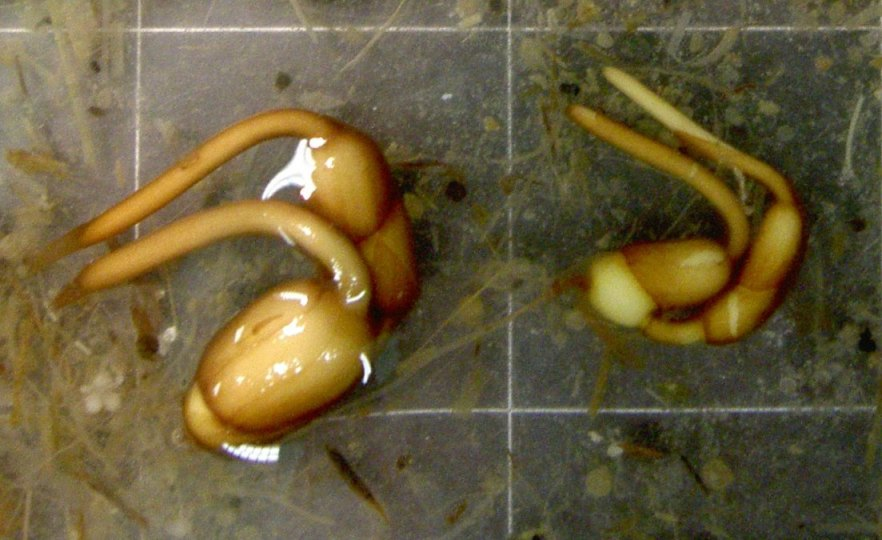
Los tubérculos de Stuckenia pectinata son su alimento preferido.

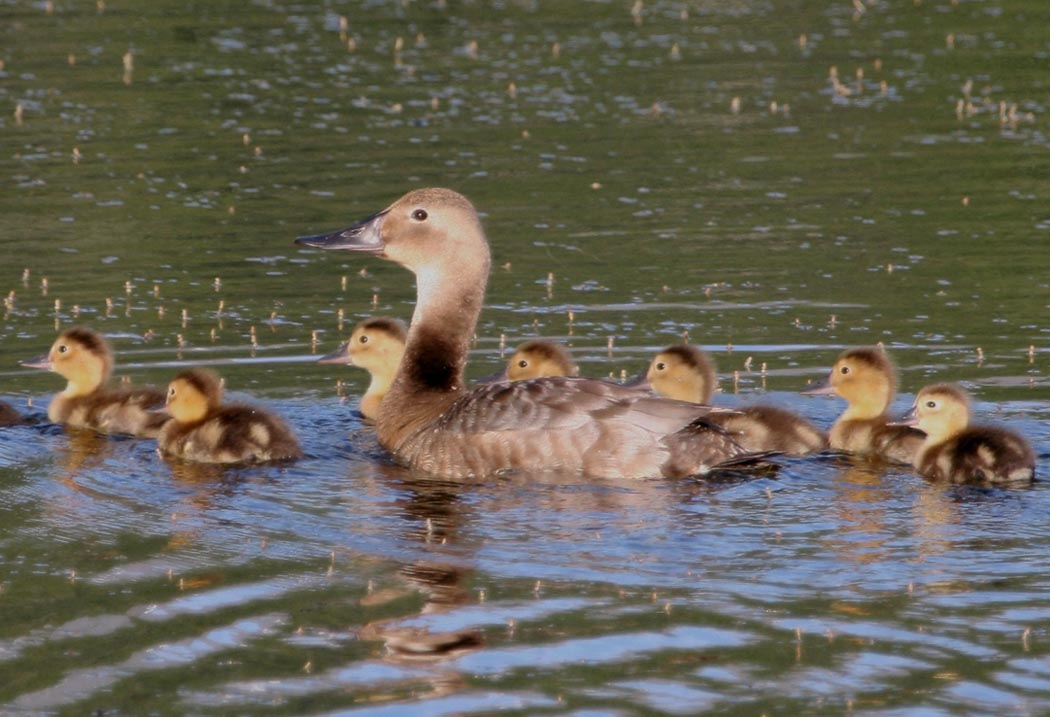
Hembra con sus crías.

El porrón coacoxtle bucea para alimentarse, generalmente a profundidades de alrededor de dos metros, pero en ocasiones puede llegar hasta los nueve metros de profundidad. El porrón coacoxtle se alimenta principalmente de materia vegetal (hojas, brotes, raíces y tubérculos) suponiendo cuatro quintas partes de su dieta. aunque también se alimenta de insectos y caracoles. A pesar de su nombre científico su alimento favorito son los tubérculos de piste, que pueden suponer la totalidad de su dieta en algunos periodos. El porrón coacoxtle tiene unos grandes pies palmeados para bucear y su pico alargado le ayuda a desenterrar los tubérculos.

### Reproducción
El hábitat reproductivo del porrón coacoxtle en las lagunas y pantanos del noroeste de Norteamérica. Generalmente eligen una nueva pareja cada año, y el emparejamiento suele producirse a finales del invierno. Prefiere anidar en pantanos de pradera permanentes rodeados por vegetación emergente como espadañas y juncos, que les proporcione protección. La hembra construye un nido voluminoso amontonando vegetación, escondido en la vegetación palustre, y con su interior forrado con su plumón. Otra importante zona de cría son los deltas de los ríos subárticos de Saskatchewan y del interior de Alaska.
Su puesta consta de cinco a once huevos, de un color verdoso apagado. Los polluelos al nacer están totalmente recubiertos de plumón pardo por encima y amarillo en las partes inferiores, y pueden dejar el nido enseguida. Las hembras de porrón coacoxtle a veces ponen sus huevos en los nidos de otras hembras de su especie, y con frecuencia los nidos de porrón coacoxtle son parasitados por las hembras de porrón americano.